# David Kuiper
David Kuiper (Aduard, 12 de diciembre de 1980) es un deportista neerlandés que compitió en remo.
Ganó una medalla de bronce en el Campeonato Mundial de Remo de 2009 y una medalla de bronce en el Campeonato Europeo de Remo de 2013, en la prueba de ocho con timonel. Participó en los Juegos Olímpicos de Pekín 2008, ocupando el cuarto lugar en la misma prueba.

## Palmarés internacional
| Campeonato Mundial | Campeonato Mundial | Campeonato Mundial | Campeonato Mundial |
| Año                | Lugar              | Medalla            | Prueba             |
| ------------------ | ------------------ | ------------------ | ------------------ |
| 2009               | Poznań (Polonia)   | Medalla de bronce  | Ocho con timonel   |
| Campeonato Europeo |                    |                    |                    |
| Año                | Lugar              | Medalla            | Prueba             |
| 2013               | Sevilla (España)   | Medalla de bronce  | Ocho con timonel   |